# Заднестряны
Заднестряны (укр. Задністряни) — село в Рудковской городской общине Самборского района Львовской области Украины.
Население по переписи 2001 года составляло 556 человек. Занимает площадь 5,9 км². Почтовый индекс — 81445. Телефонный код — 3236.

## История
В 1946 г. указом ПВС УССР село Голодовка переименовано в Заднестряны.

## Известные уроженцы
- Григорий Лакота (1883—1950) — Блаженный римско-католической церкви, священнослужитель, мученик.